# Musée des Beaux-Arts de Charleroi
Le musée des Beaux-Arts de Charleroi (MBA) est un musée de la ville de Charleroi (Belgique). Il est situé sur le site de l'ancienne caserne Defeld, dans la Ville-Haute, à côté de la Tour Bleue de Jean Nouvel.

## Collection
Le musée conserve environ 4 000 pièces comprenant peintures, sculptures, installations, gravures, dessins, photographies et céramiques, mélangeant art ancien, art moderne et art contemporain des tous les mouvements artistiques qui se sont développés en Belgique, surtout en Wallonie, aux XIXe siècle et XXe siècle siècles. Notamment néo-classicisme, orientalisme, réalisme social, postimpressionnisme, expressionnisme, surréalisme et abstraction.
Cette collection communale peut être considérée comme une des plus belles de la région wallonne, car elles rassemblent un large éventail d'activités artistiques allant d'artistes renommés tels que René Magritte, Pierre Paulus, James Ensor, Constant Permeke, Constantin Meunier, Félicien Rops, François-Joseph Navez, Paul Delvaux à des artistes contemporains locaux d'envergure internationale.
Le musée présente 120 œuvres sur les cimaises de l'exposition permanente. De celles-ci, 13 sont réalisées par des artistes femmes, soit 10 pour cent. Ce qui est nettement plus que dans les autres musées du même type où les œuvres de femmes ne dépassent pas 2 % du total exposé. La plupart de leurs œuvres dorment dans les réserves. Rendre visible les femmes artistes est une volonté de la conservatrice Ève Delplanque.

## Histoire
Le musée des Beaux-Arts de Charleroi était à l'origine situé dans l'Hôtel de Ville, au dernier étage. En 2007, en raison d'une infiltration d'eau dans le toit, le musée a été déplacé et toute la collection a été transférée au Palais des Beaux-Arts (PBA) de Charleroi.
À partir de janvier 2019, le musée et ses collections sont fermés au public, pour être déplacés vers le nouveau site prévu par la ville sur l'ancien site de la caserne Defeld.
Le cabinet d'architectes Goffart Polomé Architecte est chargé de la rénovation du bâtiment et le musée est officiellement ouvert le 16 décembre 2022.
L'exposition inaugurale est consacrée à la célébration du centenaire des éditions Dupuis, un emblème local qui a donné naissance à des personnages tels que les Schtroumpfs, Gaston Lagaffe, le Marsupilami, Spirou et Fantasio, entre autres.

## Architecture

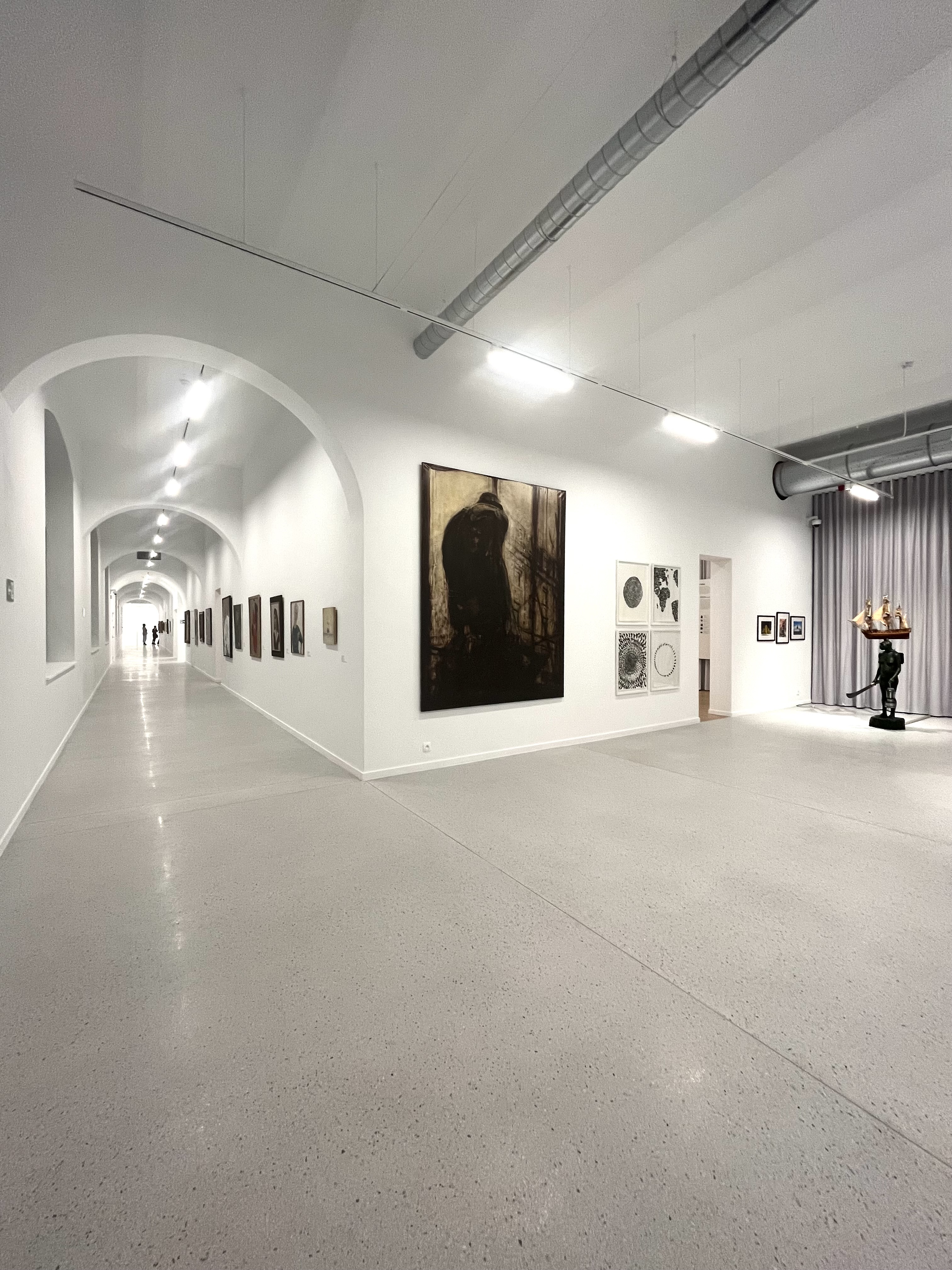
Vue intérieure d'un des espaces d'exposition.

Le bâtiment Defeld, qui servait autrefois d'écuries de la gendarmerie, a été transformé en un musée des beaux-arts par le cabinet d'architectes Goffart-Polomé en 2022. Ce projet ambitieux s'étend sur 3 000 m2 et offre une nouvelle vie à un bâtiment historique de la ville de Charleroi.
Le musée se compose de deux parties distinctes, à savoir l'agora et les expositions temporaires au premier niveau, et les expositions permanentes à l'étage supérieur,. La nouvelle entrée, conçue sous la forme d'un portique monumental en béton architectonique, confère au musée sa propre identité et le rend visible depuis le Boulevard Mayence. Un nouvel escalier monumental relie les deux étages, créant une forte interaction visuelle entre eux.